# José Azcona del Hoyo
José Azcona del Hoyo (La Ceiba, 26 gennaio 1927 – Tegucigalpa, 24 ottobre 2005) è stato un politico honduregno.
È stato Presidente dell'Honduras dal gennaio 1986 al gennaio 1990.